# Condiție inițială
În matematică și în special în sistemele dinamice o condiție inițială este o valoare a unei variabile în evoluție la un moment dat desemnat ca timp inițial (denumit în mod obișnuit t = 0). Pentru un sistem de ordinul k (numărul de decalaje de timp în timp discret sau ordinul celei mai mari derivate în timp continuu) și dimensiunea n (adică cu n variabile evolutive diferite, care împreună pot fi notate printr-un vector de coordonate n-dimensional), pentru a urmări variabilele sistemului în timp, în general sunt necesare nk condiții inițiale.
În ambele, ecuații diferențiale în timp continuu și ecuații cu diferențe în timp discret, condițiile inițiale afectează valoarea variabilelor dinamice (variabilele de stare) în orice moment viitor. În timp continuu, problema găsirii unei soluții în formă închisă⁠(d) pentru variabilele de stare în funcție de timp și de condițiile inițiale se numește problema valorii inițiale. Există o problemă corespunzătoare pentru situații în timp discret. În timp ce o soluție în formă închisă nu este întotdeauna posibil de obținut, valorile viitoare ale unui sistem în timp discret pot fi găsite prin iterarea înainte cu o perioadă de timp per iterație, deși eroarea de rotunjire poate face acest lucru nepractic pentru un număr mare de iterații.

## Sistem liniar

### În timp discret
O ecuație matricială liniară cu diferențe a formei omogene (fără termen constant) {\displaystyle X_{t+1}=AX_{t}} are o soluție în formă închisă {\displaystyle X_{t}=A^{t}X_{0}} bazată pe vectorul {\displaystyle X_{0}} cu condiții inițiale pe variabilele individuale care sunt stocate în vector; {\displaystyle X_{0}} se numește vectorul condițiilor inițiale sau pur și simplu condiția inițială și conține nk informații, n fiind dimensiunea vectorului X iar k = 1 fiind numărul de pași de timp din sistem. Condițiile inițiale din acest sistem liniar nu afectează natura calitativă a comportamentului viitor al variabilei de stare X; acel comportament este stabil⁠(d) sau instabil pe baza valorilor proprii ale matricei A, dar nu se bazează pe condițiile inițiale.
Alternativ, un proces dinamic într-o singură variabilă x având mai mulți pași de timp este
{\displaystyle x_{t}=a_{1}x_{t-1}+a_{2}x_{t-2}+\cdots +a_{k}x_{t-k}.}
Aici dimensiunea este n = 1 și ordinul este k, astfel încât numărul necesar de condiții inițiale pentru a urmări sistemul în timp, fie iterativ, fie prin soluție în formă închisă, este nk = k. Din nou, condițiile inițiale nu afectează natura calitativă a evoluției pe termen lung a variabilei. Rezolvarea acestei ecuații se găsește folosind ecuația caracteristică {\displaystyle \lambda ^{k}-a_{1}\lambda ^{k-1}-a_{2}\lambda ^{k-2}-\cdots -a_{k-1}\lambda -a_{k}=0} pentru a obține cele k soluții ale acesteia din urmă, care sunt valorile proprii {\displaystyle \lambda _{1},\dots ,\lambda _{k},} pentru utilizare în ecuația soluției
{\displaystyle x_{t}=c_{1}\lambda _{1}^{t}+\cdots +c_{k}\lambda _{k}^{t}.}
Aici constantele {\displaystyle c_{1},\dots ,c_{k}} sunt găsite prin rezolvarea unui sistem de k ecuații diferite bazate pe această ecuație, fiecare folosind una dintre cele k valori diferite ale lui t pentru care este cunoscută condiția inițială specifică {\displaystyle x_{t}}.

### În timp continuu
Un sistem de ecuații diferențiale de ordinul întâi cu n variabile stocate într-un vector X este
{\displaystyle {\frac {dX}{dt}}=AX.}
Comportarea sa în timp poate fi urmărită printr-o soluție în formă închisă condiționată de un vector de condiție inițială {\displaystyle X_{0}}. Numărul de informații inițiale necesare este dimensiunea n a sistemului înmulțită cu ordinul k = 1 al sistemului sau n. Condițiile inițiale nu afectează comportamentul calitativ (stabil sau instabil) al sistemului.
O singură ecuație liniară de ordinul ka într-o singură variabilă x este
{\displaystyle {\frac {d^{k}x}{dt^{k}}}+a_{k-1}{\frac {d^{k-1}x}{dt^{k-1}}}+\cdots +a_{1}{\frac {dx}{dt}}+a_{0}x=0.}
Aici numărul de condiții inițiale necesare pentru obținerea unei soluții în formă închisă este dimensiunea n = 1 înmulțită cu ordinul k, sau pur și simplu k. În acest caz, cele k informații inițiale nu vor fi de obicei valori diferite ale variabilei x în momente diferite, ci mai degrabă valorile lui x și primul său k – 1 derivate, toate la un moment dat, cum ar fi momentul zero. Condițiile inițiale nu afectează natura calitativă a comportamentului sistemului. Ecuația caracteristică a acestei ecuații dinamice este {\displaystyle \lambda ^{k}+a_{k-1}\lambda ^{k-1}+\cdots +a_{1}\lambda +a_{0}=0,} ale căror soluții sunt valorile proprii {\displaystyle \lambda _{1},\dots ,\lambda _{k};} acestea sunt utilizate în ecuația soluției
{\displaystyle x(t)=c_{1}e^{\lambda _{1}t}+\cdots +c_{k}e^{\lambda _{k}t}.}
Această ecuație și primele k – 1 derivate ale sale formează un sistem de k ecuații  care pot fi rezolvate pentru cei k parametri  {\displaystyle c_{1},\dots ,c_{k},} dați de condițiile inițiale cunoscute pentru x și cele k – 1 valori ale derivatelor sale la un moment dat t.

## Sisteme neliniare
Sistemele neliniare⁠(d) pot prezenta comportamente mult mai variate decât sistemele liniare. În special, condițiile inițiale pot afecta dacă sistemul este divergent la infinit sau dacă converge către un atractor⁠(d) al sistemului sau altul. Fiecare atractor, o regiune (posibil deconectată) de valori pe care unele căi dinamice se apropie dar nu o părăsesc, are un bazin de atracție (posibil deconectat) astfel încât variabilele de stare cu condiții inițiale în acel bazin (și nicăieri de altundeva) vor evolua spre acel atractor. Chiar și condițiile inițiale din apropiere ar putea fi în bazine de atracție a diferiților atractori.
Mai mult, în acele sisteme neliniare care prezintă comportament haotic, evoluția variabilelor prezintă dependență sensibilă de condițiile inițiale: valorile iterate ale oricăror două puncte foarte apropiate de pe același atractor straniu, în timp ce fiecare rămâne pe atractor, unul va diverge de celălalt în timp. Astfel, chiar și pe un singur atractor, valorile precise ale condițiilor inițiale fac o diferență substanțială pentru pozițiile viitoare ale iterațiilor. Această caracteristică face ca simularea pe calculator⁠(d) precisă a valorilor viitoare să fie dificilă sau imposibilă pe durate mari (mulți pași de timp), deoarece furnizarea condițiilor inițiale exacte este rareori posibilă și deoarece chiar și după doar câteva iterații dintr-o stare inițială exactă eroarea de rotunjire este inevitabilă.

## Ecuații empirice și condiții inițiale
„Orice lege empirică are calitatea neliniștitoare că nu-i cunoaștem limitele. Am văzut că există regularități în evenimentele din lumea din jurul nostru care pot fi formulate în termeni de concepte matematice cu o acuratețe uimitoare. Există, pe de altă parte, aspecte ale lumii despre care nu credem în existența unor regularități exacte. Numim acestea condiții inițiale.”